# Live on Ten Legs
Live on Ten Legs — сьомий концертний альбом американської групи Pearl Jam, який вийшов 17 січня 2011 року.

## Треклист
1. Arms Aloft — 3:27
2. World Wide Suicide — 3:16
3. Animal — 2:41
4. Got Some — 2:57
5. State of Love and Trust — 3:18
6. I Am Mine — 3:23
7. Unthought Known — 3:55
8. Rearviewmirror — 7:00
9. The Fixer — 3:27
10. Nothing as It Seems — 5:13
11. In Hiding — 4:52
12. Just Breathe — 3:53
13. Jeremy — 5:19
14. Public Image — 2:52
15. Spin the Black Circle — 3:05
16. Porch — 7:00
17. Alive — 6:21
18. Yellow Ledbetter — 5:20